# 부쿠레슈티

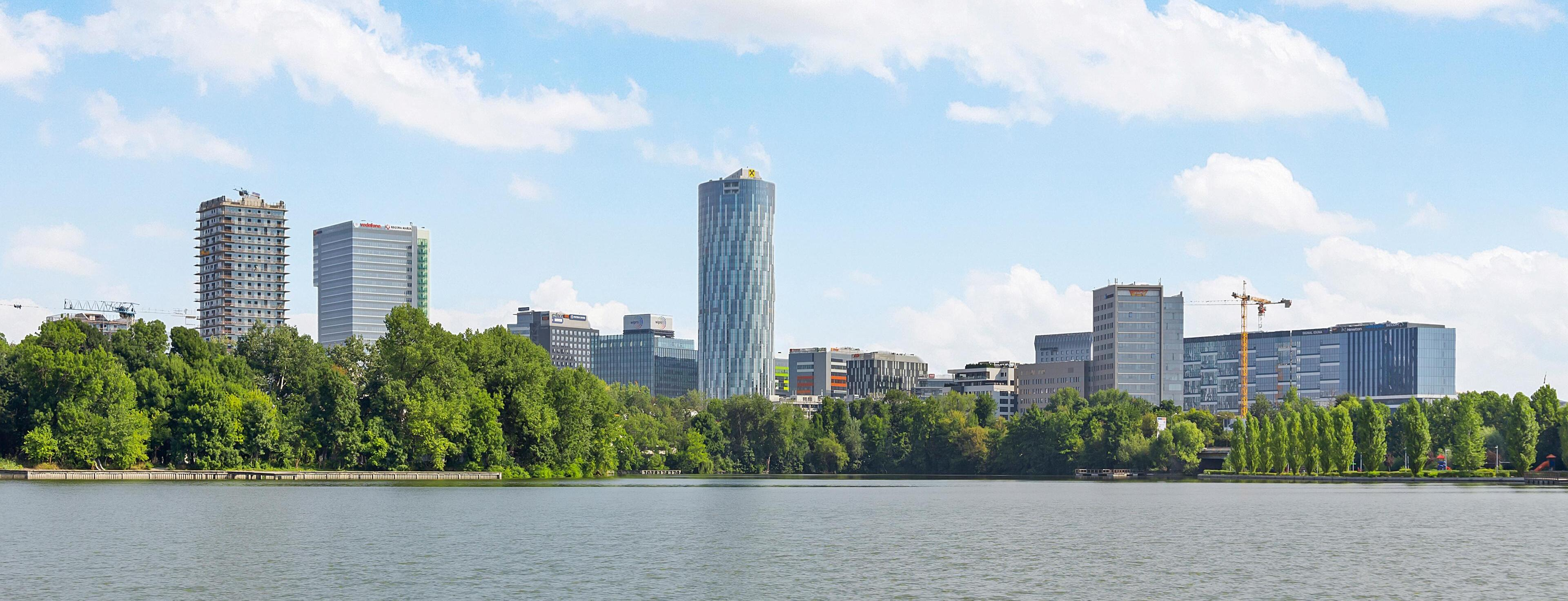
듬보비차 강

부쿠레슈티(루마니아어: Bucureşti, 문화어: 부꾸레슈띠)는 루마니아의 수도이다. 영어로는 부카레스트(영어: Bucharest)라고 한다. 인구는 1,719,958명(2024년)이다.
부쿠레슈티가 기록에 가장 먼저 등장한 것은 1459년이다. 1862년에 루마니아의 수도가 됐고, 동시에 예술, 미디어, 문화의 중심지가 됐다.

## 이름의 유래
부쿠레슈티라는 이름의 기원은 불분명하다. 루마니아의 설화에 따르면 부쿠르(Bucur)라는 이름을 가진 사람(설화에 따라서 왕자, 어부, 목동, 사냥꾼 등으로 다양한 직업이 있다.)과 연관이 있다고 한다.

## 역사
중세 이래 왈라키아 공국의 수도가 되어오다가 1861년 왈라키아와 몰다비아의 합방으로 루마니아가 성립되자 그 수도가 되었다. 그 이후 부쿠레슈티는 급속도로 성장, 동쪽의 파리라는 별칭을 얻었다.
제1차 세계 대전 중에는 한때 독일 제국군에 점령되어 수도를 이아시로 잠시 옮기는 일이 있었으나 곧 환도하였다. 2차 대전 중에는 연합군의 폭격을 받기도 하였고, 1945년 11월 8일 국왕의 날에 공산주의자들이 친왕당파의 집회를 진압하는 사건이 벌어지기도 했다. 그리고 1977년 브란체아 지진(규모 7.2)으로 1,500명의 사망자가 나자 니콜라에 차우셰스쿠는 조선민주주의인민공화국의 김일성의 독재채제에 감명을 받아 역사적 건물들을 파괴하고 자신을 높여 세우는 건물들을 짓게 되었고, 결국 루마니아 사회주의 공화국은 반란으로 붕괴되고 만다. 하지만 2000년대 이후 루마니아의 경제 호황에 따라, 부쿠레슈티는 현대화되었으며 역사적 건축물들 또한 복원되고 있다.
제2차 세계 대전 전에는 경공업이 중심이었으나, 대전 후에 중공업 부문이 발전하였다. 기계제작·금속가공·차량·화학·섬유·피혁·인쇄 등의 큰 공장이 많다. 국내·국제 교통의 최대 중심지이며, 우크라이나·불가리아·헝가리·세르비아와 국제철도로 연결되고, 바냐사·오토페니의 두 공항을 통하여 국내·유럽의 주요도시와 항공로로 이어진다.
루마니아의 교육과 문화의 중심지로서 과학아카데미·각종 부속연구소, 700개에 가까운 공공도서관, 1864년에 창립된 부쿠레슈티대학을 비롯한 14개의 대학, 43개의 미술박물관, 지방의 민가를 그대로 옮겨 놓은 농촌박물관, 3개의 교향악단 등이 있다. 신문·잡지의 발행과 도서출판의 중심지이기도 하다. 시내에는 공원과 녹지대가 많으며, 북부의 8개의 호수를 이용하여 만들어진 헤라스트라우 공원은 스포츠와 레저에 이용된다.

## 교통

### 철도
부쿠레슈티는 루마니아 국영 철도 회사인 CFR(Căile Ferate Române)의 본사가 있는 도시이다. 거점이 되는 역은 가라 데 노르드(Gara de Nord, 부쿠레슈티 북역)로 루마니아의 주요 도시들뿐만 아니라, 베오그라드, 키이우, 부다페스트, 비엔나, 이스탄불 등 유럽의 주요 도시들로 가는 노선도 있다.

### 항공

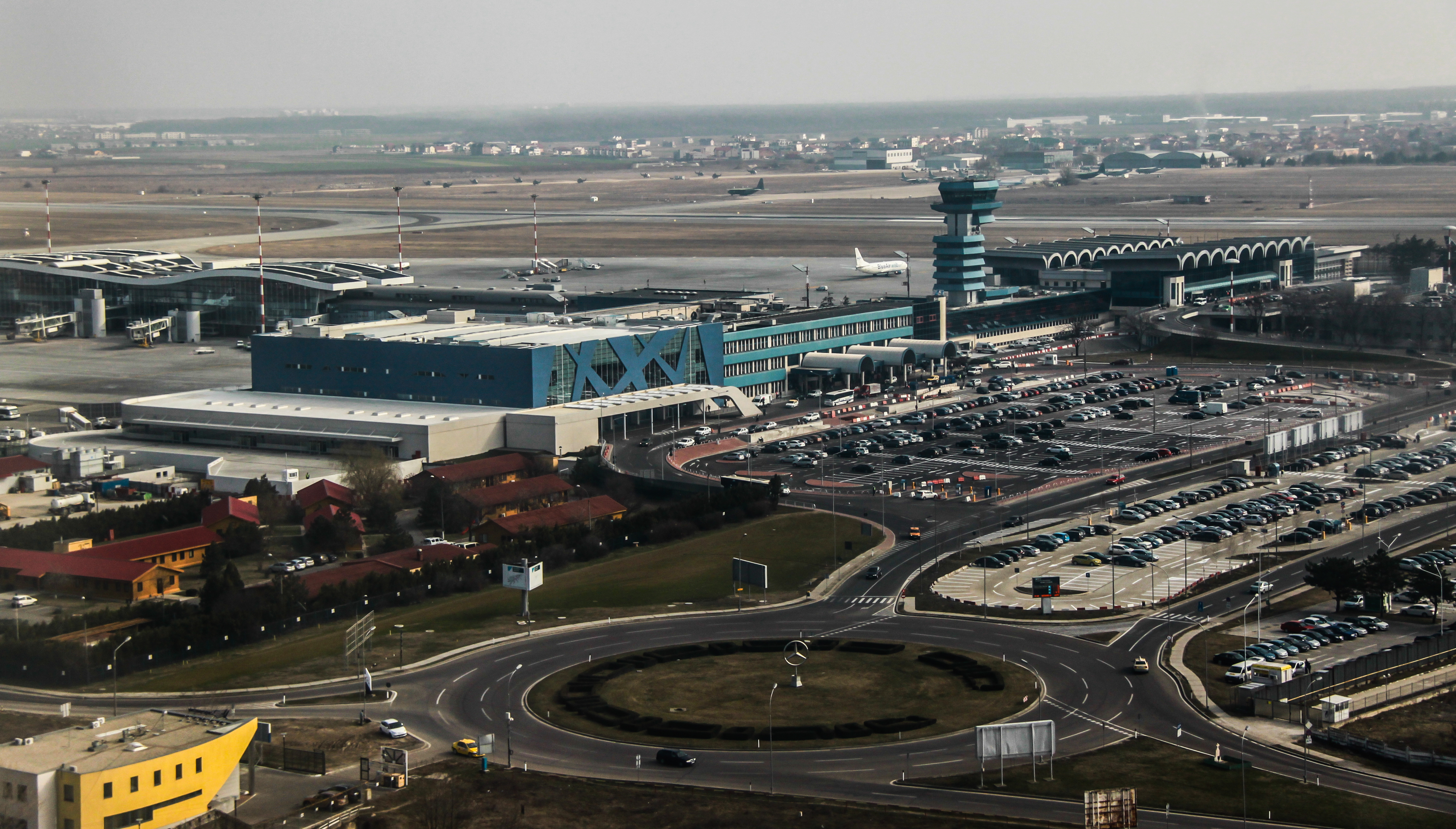
헨리 코안더 국제공항

부쿠레슈티에는 공항이 두 개 있다. 하나는 헨리 코안더 국제공항(Aeroportul Internaţional Henri Coandă)으로 시내에서 북쪽으로 약 16.5km 정도 떨어진 오토페니에 위치한다.
공항에서 시내까지 780번 버스(부쿠레슈티 북역 방향)와 783번 버스(구시가지 방향)를 통해서 접근이 가능하다.

## 관광지
- 구시가지
- 개선문(Arcul de Triumf)
- 부쿠레슈티 국립극장(Teatrul Naţional "Ion Luca Caragiale" Bucureşti)
- 스타브로폴레오스 교회(Mănăstirea Stavropoleos)
- 아테네움(Ateneul Român)
- 의회궁전(Palatul Parlamentului)
- 성 안토니 교회(Biserica Curtea Veche)
- CEC 은행 본사(CEC Palace)

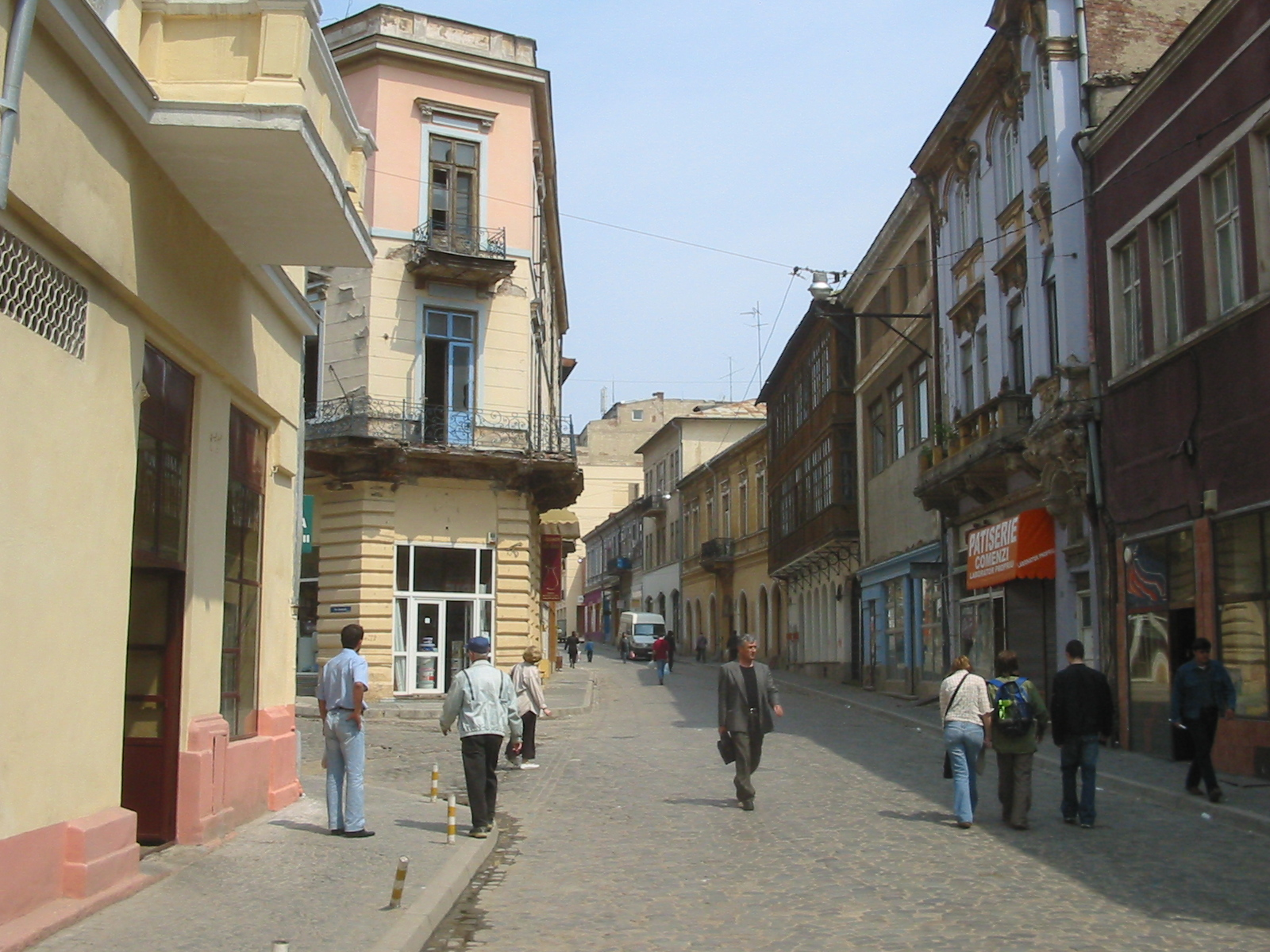
구시가지 골목
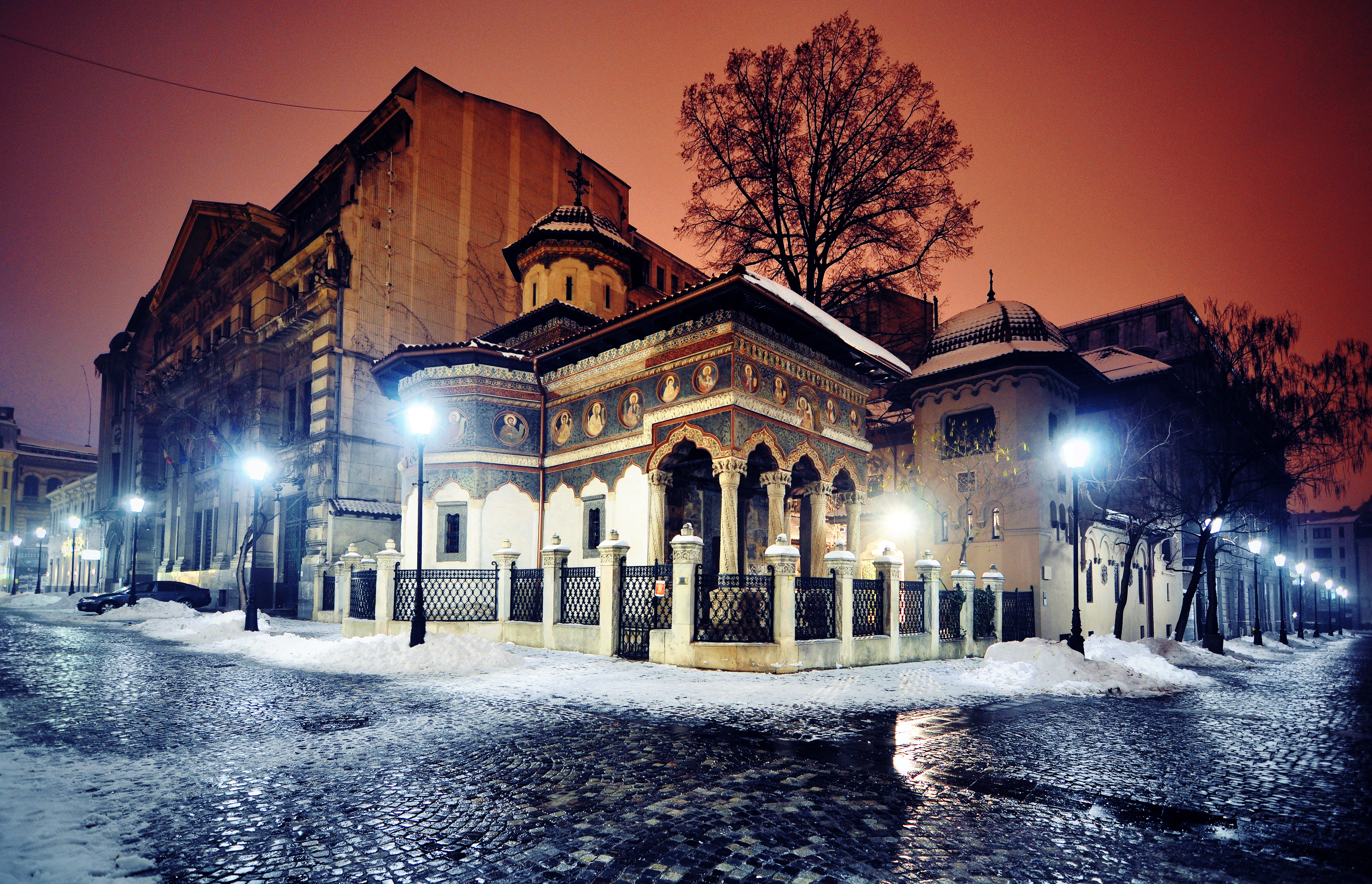
스타브로폴레오스 교회
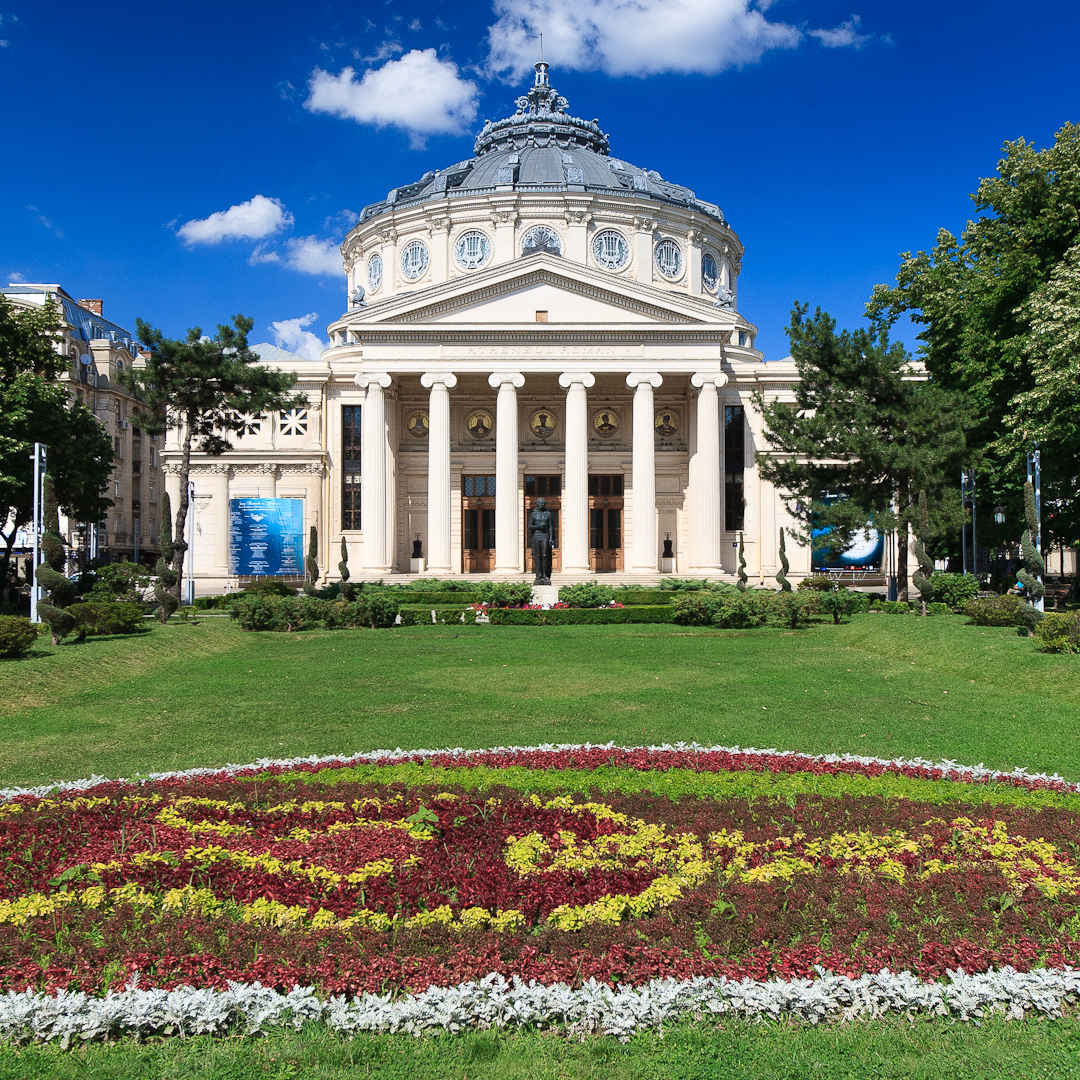
아테네움
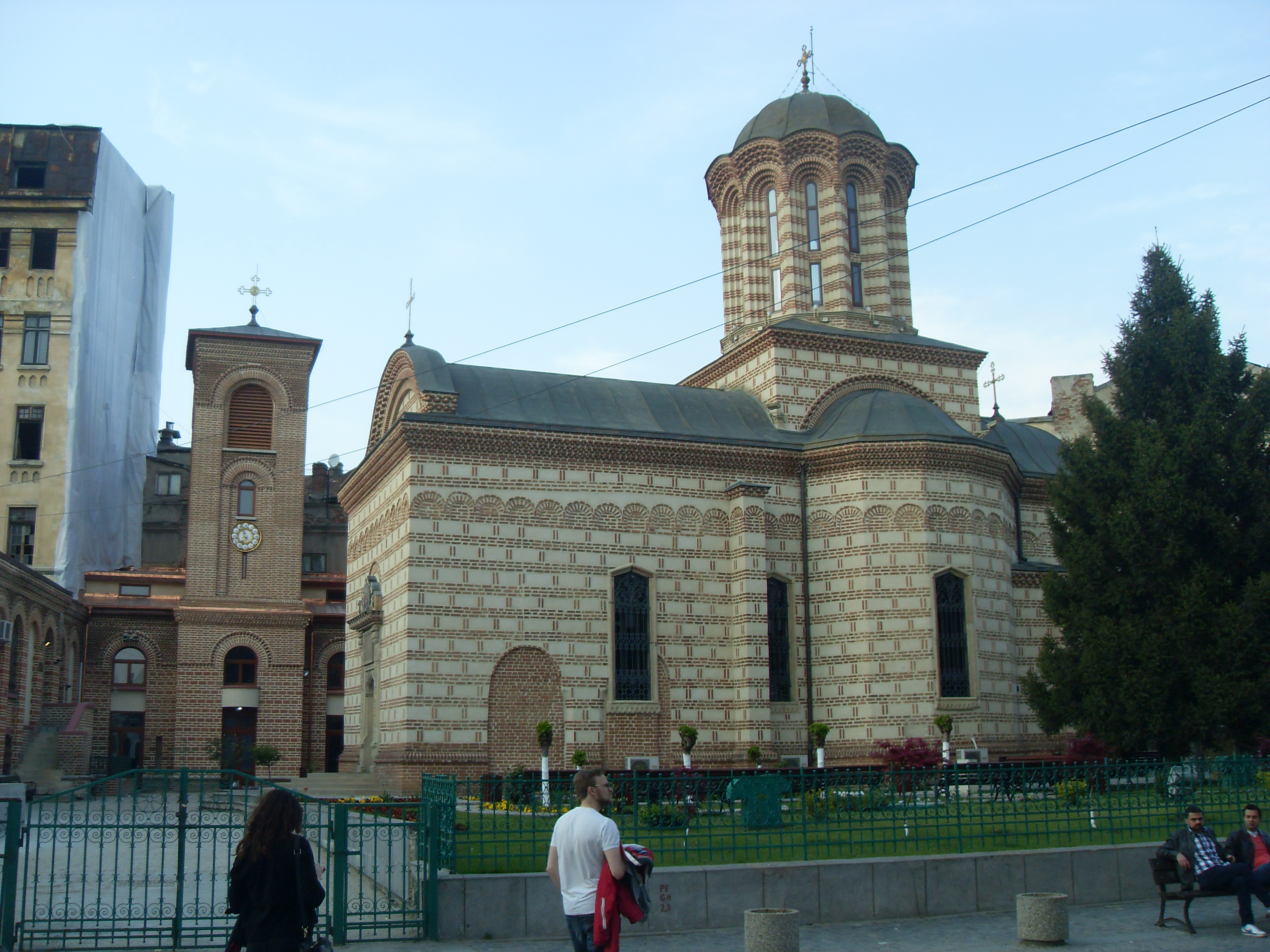
성 안토니 교회
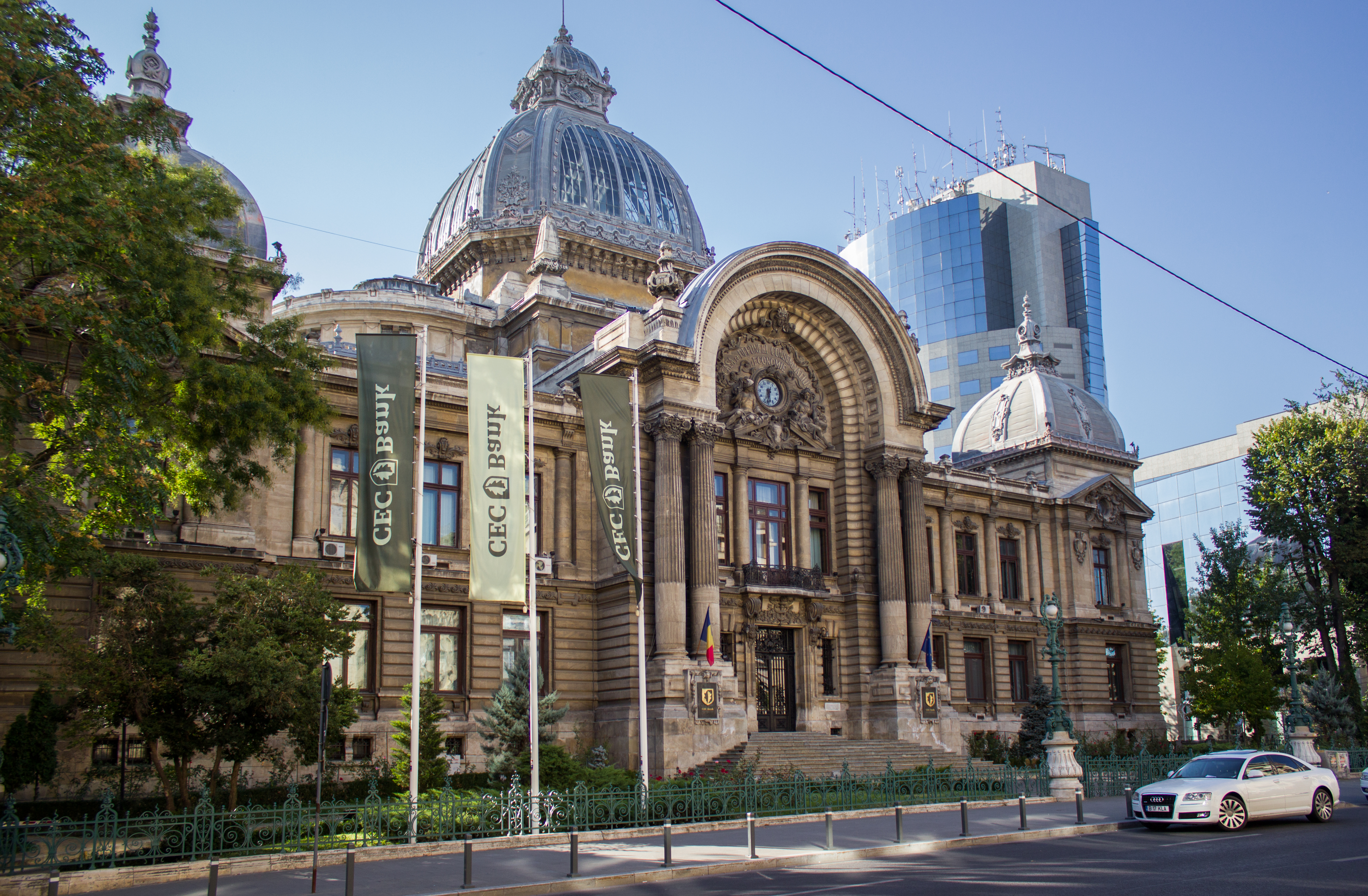
C.E.C 은행 본사

## 인구
| 연도                                                                                        | 인구      | ±%      |
| ------------------------------------------------------------------------------------------- | --------- | ------- |
| 1595                                                                                        | 10,000    | —       |
| 1650                                                                                        | 20,000    | +100.0% |
| 1789                                                                                        | 30,030    | +50.2%  |
| 1831                                                                                        | 60,587    | +101.8% |
| 1851                                                                                        | 60,000    | −1.0%   |
| 1859                                                                                        | 121,734   | +102.9% |
| 1877                                                                                        | 177,646   | +45.9%  |
| 1900                                                                                        | 282,071   | +58.8%  |
| 1912                                                                                        | 341,321   | +21.0%  |
| 1930                                                                                        | 639,040   | +87.2%  |
| 1941                                                                                        | 992,536   | +55.3%  |
| 1948                                                                                        | 1,041,807 | +5.0%   |
| 1956                                                                                        | 1,177,661 | +13.0%  |
| 1966                                                                                        | 1,366,684 | +16.1%  |
| 1977                                                                                        | 1,807,239 | +32.2%  |
| 1992                                                                                        | 2,064,474 | +14.2%  |
| 2002                                                                                        | 1,926,334 | −6.7%   |
| 2011                                                                                        | 1,883,425 | −2.2%   |
| 2016 (est.)                                                                                 | 2,106,144 | +11.8%  |
| 2020 (est.)                                                                                 | 2,151,665 | +2.2%   |
| 1851 data: Chambers's Encyclopaedia, 1900: Encyclopædia Britannica, 1941, 1948, other data: |           |         |

## 기후
| 부쿠레슈티의 기후                                                                          | 부쿠레슈티의 기후 | 부쿠레슈티의 기후 | 부쿠레슈티의 기후 | 부쿠레슈티의 기후 | 부쿠레슈티의 기후 | 부쿠레슈티의 기후 | 부쿠레슈티의 기후 | 부쿠레슈티의 기후 | 부쿠레슈티의 기후 | 부쿠레슈티의 기후 | 부쿠레슈티의 기후 | 부쿠레슈티의 기후 | 부쿠레슈티의 기후 |
| 월                                                                                         | 1월               | 2월               | 3월               | 4월               | 5월               | 6월               | 7월               | 8월               | 9월               | 10월              | 11월              | 12월              | 연간              |
| ------------------------------------------------------------------------------------------ | ----------------- | ----------------- | ----------------- | ----------------- | ----------------- | ----------------- | ----------------- | ----------------- | ----------------- | ----------------- | ----------------- | ----------------- | ----------------- |
| 역대 최고 기온 °C (°F)                                                                     | 20.9 (69.6)       | 24.1 (75.4)       | 29.0 (84.2)       | 32.2 (90.0)       | 36.9 (98.4)       | 39.0 (102.2)      | 42.6 (108.7)      | 41.0 (105.8)      | 38.5 (101.3)      | 35.2 (95.4)       | 25.1 (77.2)       | 18.4 (65.1)       | 42.6 (108.7)      |
| 일평균 최고 기온 °C (°F)                                                                   | 3.0 (37.4)        | 6.3 (43.3)        | 12.3 (54.1)       | 18.5 (65.3)       | 24.1 (75.4)       | 28.1 (82.6)       | 30.4 (86.7)       | 30.6 (87.1)       | 25.0 (77.0)       | 18.0 (64.4)       | 10.5 (50.9)       | 4.2 (39.6)        | 17.6 (63.7)       |
| 일일 평균 기온 °C (°F)                                                                     | −1.5 (29.3)       | 0.6 (33.1)        | 5.6 (42.1)        | 11.4 (52.5)       | 16.8 (62.2)       | 21.1 (70.0)       | 23.0 (73.4)       | 22.4 (72.3)       | 16.8 (62.2)       | 10.7 (51.3)       | 5.3 (41.5)        | 0.0 (32.0)        | 11.0 (51.8)       |
| 일평균 최저 기온 °C (°F)                                                                   | −5.0 (23.0)       | −3.5 (25.7)       | 0.3 (32.5)        | 4.9 (40.8)        | 9.7 (49.5)        | 13.9 (57.0)       | 15.6 (60.1)       | 15.2 (59.4)       | 10.7 (51.3)       | 5.7 (42.3)        | 1.4 (34.5)        | −3.3 (26.1)       | 5.5 (41.9)        |
| 역대 최저 기온 °C (°F)                                                                     | −32.2 (−26.0)     | −29.0 (−20.2)     | −21.7 (−7.1)      | −9.5 (14.9)       | −5.0 (23.0)       | 4.5 (40.1)        | 7.4 (45.3)        | 5.2 (41.4)        | −3.1 (26.4)       | −8.0 (17.6)       | −19.4 (−2.9)      | −25.6 (−14.1)     | −32.2 (−26.0)     |
| 평균 강수량 mm (인치)                                                                      | 40.1 (1.58)       | 33.0 (1.30)       | 42.4 (1.67)       | 50.2 (1.98)       | 70.4 (2.77)       | 82.7 (3.26)       | 68.6 (2.70)       | 48.9 (1.93)       | 60.5 (2.38)       | 60.7 (2.39)       | 43.6 (1.72)       | 47.0 (1.85)       | 648.1 (25.52)     |
| 평균 강설량 cm (인치)                                                                      | 13.7 (5.4)        | 11.0 (4.3)        | 10.5 (4.1)        | 1.5 (0.6)         | 0.0 (0.0)         | 0.0 (0.0)         | 0.0 (0.0)         | 0.0 (0.0)         | 0.0 (0.0)         | 0.0 (0.0)         | 8.8 (3.5)         | 10.5 (4.1)        | 56.0 (22.0)       |
| 평균 강수일수 (≥ 1.0 mm)                                                                   | 6.1               | 5.4               | 6.3               | 6.2               | 8.4               | 8.3               | 7.1               | 5.2               | 4.9               | 5.6               | 5.4               | 6.7               | 75.6              |
| 평균 상대 습도 (%)                                                                         | 86                | 82                | 71                | 63                | 62                | 61                | 58                | 57                | 61                | 73                | 84                | 87                | 70                |
| 평균 월간 일조시간                                                                         | 78.8              | 107.1             | 156.7             | 195.3             | 245.4             | 259.4             | 293.4             | 283.0             | 208.7             | 149.6             | 84.8              | 63.9              | 2,126.1           |
| 출처 1: 미국 해양대기청 (평년값: 1991년~2020년, 강설량: 1961년~1990년)                     |                   |                   |                   |                   |                   |                   |                   |                   |                   |                   |                   |                   |                   |
| 출처 2: 루마니아 국립기상청 (극값: 1929년~현재), 덴마크 기상학회 (상대습도: 1931년~1960년) |                   |                   |                   |                   |                   |                   |                   |                   |                   |                   |                   |                   |                   |

## 자매 도시
| - 불가리아 소피아 - 캐나다 몬트리올 - 몰도바 키시너우 - 러시아 모스크바 - 터키 이스탄불 - 대한민국 부천시 | - 나이지리아 라고스 - 필리핀 마닐라 - 영국 런던 - 그리스 아테네 (1993년) - 미국 애틀랜타 (1994년) - 터키 앙카라 (1998년) | - 요르단 암만 (1999년) - 브라질 상파울루 (2000년) - 브라질 리우데자네이루 (2002년) - 키프로스 니코시아 (2004년) - 중화인민공화국 베이징 (2005년) - 알바니아 티라나 (2007년) |